# Ricky Fanté
Ricky Fanté (Washington, 4 novembre 1969) è un cantante e attore statunitense.

## Biografia
Cresciuto a Washington dove ha studiato la musica gospel, jazz e soul, Fanté ha subito l'influenza musicale di Elvis Presley, Marvin Gaye, e Stevie Wonder. Dopo aver fatto parte di un gruppo musicale amatoriale durante l'adolescenza, Fanté entra nei Marines dove rimane per quattro anni, per poi trasferirsi definitivamente a Los Angeles per riprendere la propria carriera musicale.
Nel 2002 autoproduce il demo Soul Surfing, ma è solo nel 2004 che ottiene un contratto con la Virgin Records, con la quale pubblica il suo primo album Rewind. L'album ottiene un buon successo in Italia arrivando al 18º posto in classifica Nel 2005, Ricky Fanté ha registrato la canzone Shine tema portante del film Robots. Nello stesso anno partecipa come attore al film con Dennis Quaid I tuoi, i miei e i nostri e duetta con Giorgia durante la registrazione dell'MTV Unplugged sulla canzone I Heard It Through the Grapevine di Marvin Gaye.

## Discografia

### Album in studio
- 2002 – Soul Surfing (con Scott Rickett)
- 2004 – Rewind
- 2016 – Good Fortune (con Scott Rickett)

### EP
- 2003 – Introducing... Ricky Fanté